# Bundesautobahn 524
Pour les articles homonymes, voir A524 et Autoroute A524.
La Bundesautobahn 524 est une Bundesautobahn dans le Land de Rhénanie-du-Nord-Westphalie.

## Histoire
Elle est née dans les années 1980 de la Bundesstraße 288, qui allait à l'époque de Krefeld jusqu'au triangle autoroutier de Breitscheid.
L'extension de l'ancienne B 288 à quatre voies vers l'A 524 de Rahm en direction ouest jusqu'au carrefour autoroutier Duisburg-Süd est réalisée de 2010 à novembre 2014 ; cette section fut répertoriée comme un « besoin urgent » dans le Plan fédéral des infrastructures de transport. Le tronçon est allant de l'extrémité actuelle de l'autoroute jusqu'au nouveau carrefour devait être ouvert en même temps que le carrefour en 2013, et le raccordement à la nouvelle B 8 devait être achevé en 2012.
L'A 524 se termine dans la zone de la jonction Duisburg-Huckingen, où elle rejoint la B 288. L'extension de l'échangeur autoroutier Duisburg-Süd, qui traverse l'A 524 avec l'A 59 et la B 8, est achevée en novembre 2014.
Jusqu'en 2003, une partie de la jonction Krefeld-Oppum de l'A57 portait également le numéro A524, car l'intersection avec l'A57 était prévue ici.